# 長尾三郎
長尾 三郎（ながお さぶろう、1910年（明治43年）8月25日 - 1943年（昭和18年）12月13日）は、日本の陸上競技（やり投）選手。1934年より1958年まで、やり投の日本記録保持者であった。第二次世界大戦で戦死。

## 生涯
大阪市生まれ。1929年（昭和4年）、関西大学予科に入学。中学在学中に始めたやり投を見込んだ関西大学陸上部関係者に説得されたもので、陸上界のホープとして注目を集めた。1932年（昭和7年）、関西大学法文学部法律学科に進学。1932年ロサンゼルスオリンピックに日本代表として選ばれた。この年6月には61.27mの記録を出し期待も高まったが、オリンピックでは表彰台に上がることがかなわず10位となった。
1933年（昭和8年）から1935年（昭和10年）にかけ、日本陸上競技選手権大会でやり投3連覇。1934年（昭和9年）4月22日、第1回近畿一般対学生対抗競技大会（甲子園競技場）で68.59mの日本新記録を樹立した。この記録は1958年に三木孝志が69.50mを投げるまで、約25年間破られなかった。国際大会では1934年（昭和9年）5月に第10回極東大会（マニラ）に出場、62.44mを投げたほか、欧州に遠征して国際学生大会（ユニバーシアードの前身）に参加した。
1936年（昭和11年）、関西大学を卒業。1936年ベルリンオリンピックの日本代表にも選ばれたが、ドイツに向かう途中で病床に就き、大会を棄権した。
第20師団朝鮮歩兵第78連隊陸軍伍長としてニューギニア方面に出征。1943年（昭和18年）12月13日に戦死した（ニューギニアの戦い）。33歳没。